# Крижевци при Љутомеру
Крижевци при Љутомеру (словен. Križevci pri Ljutomeru) је насеље и управно средиште општине Крижевци, која припада Помурској регији у Републици Словенији.
По попису становништва из 2011. године, насеље Крижевци при Љутомеру имало је 490 становника.